# Tracy Middendorf
Tracy Lynn Middendorf (Miami Beach, 26 januari 1970) is een Amerikaanse actrice en auteur. 

## Biografie
Middendorf verliet in 1992 de highschool (in haar laatste jaar) om lessen te volgen aan een toneelschool in Miami. Zij kreeg daar ook meteen een rol aangeboden in de soapserie Days of our Lives. 
Middendorf heeft in verschillende series en films gespeeld zoals Beverly Hills, 90210, Ally McBeal, The Practice, 24, Mission: Impossible III,  CSI: Crime Scene Investigation, Boardwalk Empire en vanaf het jaar 2010 speelt zij in een theaterstuk in Hartford Connecticut VS met de titel Battle of Black and Dog.
Middendorf trouwde in 2005 met auteur Franz Wisner, en samen hebben zij twee kinderen. 
Haar man schreef twee boeken, getiteld Honeymoon with My Brother en How the World Makes Love. Het verhaal over hun verloving en huwelijk is later verschenen in een door hem zelf geschreven biografie. 

## Filmografie

### Films
- 2013 Flores Raras - als Mary
- 2010 Boy Wonder - als Mary Donovan
- 2008 I Just Add Water - als Nora
- 2006 El Cortez - als Theda
- 2006 Mission: Impossible III - als Ashley
- 2004 The Perfect Husband: The Laci Peterson Story - als Amber Frey
- 2004 The Assassination of Richard Nixon - als Zakenvrouw
- 2002 Shadow Realm - als Lucinda
- 2002 The Time Tunnel - als Sheila Phillips
- 1999 For Love of the Game - als Blonde Spelersvrouw
- 1997 Dying to Belong - als Kim Lessing
- 1995 Milestone - als Sarah
- 1995 Ed McBain's 87th Precinct: Lightning - als Dorothy
- 1994 Wes Craven's New Nightmare - als Julie
- 1992 One Stormy Night - als Carrie Brady

### Televisieseries
Uitgezonderd eenmalige gastrollen.
- 2018 Gone - als Helen Ross - 2 afl.
- 2015 - 2016 Scream - als Maggie Duval - 23 afl.
- 2014 The Last Ship - als Darien Chandler - 4 afl.
- 2010 - 2012 Boardwalk Empire - als Babette - 9 afl.
- 2007 Lost - als Bonnie - 2 afl.
- 2003 Alias - als Elsa Caplan - 2 afl.
- 2002 24 - als Carla Matheson - 4 afl.
- 2002 The Division - als Kimberly - 2 afl.
- 1997 - 2002 The Practice - als Jennifer Cole - 3 afl.
- 1999 Ally McBeal - als Risa Helms - 2 afl.
- 1993 - 1994 beverly Hills, 90210 - als Laura Kingman - 6 afl.
- 1992 Days of Our Lives - als Caroline 'Carrie' Brady - 3 afl.

- Bibliothèque nationale de France: cb16586765g (data)
- International Standard Name Identifier: 0000 0000 7599 1444
- Library of Congress Control Number: no2010002711
- Système universitaire de documentation: 185403646
- Virtual International Authority File: 106849921
- WorldCat: E39PBJvMtMJ8p8T9XbVcKvkRrq